# Cristopher Núñez
Cristopher Antonio Núñez González (Loyola, Cartago, Costa Rica, 8 de diciembre de 1997) es un futbolista costarricense que juega como centrocampista en el Club Sport Cartaginés de la Liga Promerica de la primera División de Costa Rica.
Debutó oficialmente el 25 de septiembre de 2016, con tan solo 18 años.

## Trayectoria

### C. S. Cartaginés
El deportista es originario de la ciudad de El Tejar de El Guarco, perteneciente a la provincia de Cartago.
Fue promovido al equipo principal del Cartaginés después de formar parte de la cantera. Bajo las órdenes del entrenador Jeaustin Campos, el jugador apareció en la convocatoria del partido correspondiente a la decimocuarta fecha del Campeonato de Invierno 2016, frente al conjunto de San Carlos en condición de local en el Estadio "Fello" Meza. En esa oportunidad, aguardó desde la suplencia pero ingresó como relevo al minuto 82' por José Adrián Marrero, debutando con 18 años. Por otra parte, el marcador concluyó en victoria con cifras de 3-0. Luego desapareció de las convocatorias del club para jugar con la categoría Sub-20, la cual se proclamó campeón el 4 de diciembre de ese año.
Para el inicio del Campeonato de Verano 2017 que se llevó a cabo el 8 de enero, el equipo brumoso recibió, en el Estadio "Fello" Meza, al conjunto de Limón. Por su parte, Cristopher entró de cambio por Randall Brenes al minuto 90' y el marcador fue con triunfo de 3-1. Al término de la fase de clasificación, su conjunto dejó ir la oportunidad de asegurar el pase a la siguiente ronda tras la pérdida de 1-0 contra el Santos de Guápiles en el Estadio Ebal Rodríguez. Con este resultado, los cartagineses quedaron en el sexto puesto con 33 puntos. Estadísticamente, el centrocampista tuvo mayor regularidad en este torneo, contabilizando diez presencias con 607 minutos disputados.
El 6 de junio de 2021, anuncia su despedida de Cartaginés para marcharse como libre a un club de Grecia.

### PAS Lamia 1964
El 22 de junio de 2021, el PAS Lamia 1964 de Grecia oficializó la contratación de Núñez en el club, con el que firmó por dos años.
Realiza su debut el 12 de septiembre de 2021 contra el Volos NFC, partido que disputó en la alineación titular y logrando jugar 90 minutos, su equipo cayó derrotado en el marcador 2-1. Después de su primer partido disputó los demás encuentros contra el Olympiakos FC logrando sumar 90 minutos y contra el AEK FC sumando 89 minutos. Tuvo su momento del gol en el cuarto partido de la temporada contra el Panetolikos FC al minuto 66, terminando el encuentro con el marcador 2-2 y sumando 90 minutos. En la tabla general el PAS Lamia 1964 estuvo en la posición 13°, teniendo como resultado tener que disputar los Play-off de la liga griega. Núñez disputó los play-off de la liga griega llegando a jugar 6 de 7 partidos, el primer partido no llegó a jugarlo debido a una acumulación de tarjetas amarillas. Su equipo quedó en la posición 7° de los play-off, teniendo que disputar los play-off de descenso contra el PAE Veria, en el que tuvo la participación de ambos compromisos en los juegos de ida y vuelta, obteniendo la victoria 3-2, consiguiendo la permanencia de la Superliga de Grecia.
Cristopher obtuvo como distinción individual en su primera experiencia europea, ser el mejor jugador del PAS Lamia 1964 de la temporada 2021-2022 por votación de aficionados obteniendo un 19,30% de votaciones a favor.
El 22 de septiembre de 2022, Núñez renovó su contrato con el PAS Lamia 1964 hasta el 2025.

## Selección nacional

### Categorías inferiores
Durante la conferencia de prensa dada por el entrenador Marcelo Herrera, el 28 de abril, se hizo oficial el anuncio de los 21 futbolistas que tuvieron participación en la Copa Mundial Sub-20 de 2017 con sede en Corea del Sur. En la lista apareció el centrocampista como la principal novedad, siendo este su primer llamado al combinado costarricense.
Previo al certamen, Costa Rica realizó encuentros amistosos en territorio surcoreano. El primero de ellos se efectuó el 9 de mayo contra Arabia Saudita en el Estadio Uijeongbu, donde Núñez entró de cambio y los goles de sus compañeros Jonathan Martínez y Jimmy Marín fueron fundamentales en la victoria con cifras de 2-0. En el mismo escenario deportivo tuvo lugar el segundo cotejo, dos días después, de nuevo frente a los sauditas. En esta oportunidad, el centrocampista apareció en el once inicial y su conjunto volvió a ganar, de manera ajustada 1-0 con anotación de Jostin Daly. El último fogueo fue el 15 de mayo ante Sudáfrica en el Eden Complex. El volante ingresó de sustitución por Jonathan Martínez en la derrota de 1-2.
El compromiso que dio inicio con la competición para su país fue ejecutado el 21 de mayo en el Estadio Mundialista de Jeju, donde tuvo como contrincante a Irán. El centrocampista estuvo dos minutos en la derrota inesperada de 1-0. En el mismo recinto deportivo se disputó el segundo juego contra Portugal, esto tres días después. Aunque su escuadra empezó con un marcador adverso, su compañero Jimmy Marín logró igualar las cifras, mediante un penal, para el empate definitivo a un tanto. La primera victoria para su grupo fue el 27 de mayo ante Zambia en el Estadio de Cheonan, de manera ajustada con resultado de 1-0 cuyo anotador fue Jostin Daly. El rendimiento mostrado por los costarricenses les permitió avanzar a la siguiente fase como mejor tercero del grupo C con cuatro puntos. El 31 de mayo fue el partido de los octavos de final frente a Inglaterra, en el Estadio Mundialista de Jeonju. Para este cotejo, su nación se vería superada con cifras de 2-1, insuficientes para trascender a la otra instancia. Por otra parte, el volante contabilizó 27 minutos de acción en dos apariciones.
El 15 de julio de 2019, Núñez fue convocado por Douglas Sequeira en la selección Sub-23 para jugar la eliminatoria al Preolímpico de Concacaf. Dos días después hizo su debut frente a Guatemala en el Estadio Doroteo Guamuch Flores, donde ingresó de cambio al minuto 70' por Ronaldo Araya y el resultado se consumió en victoria por 0-3. A pesar de la derrota dada el 21 de julio por 0-2 en la vuelta en el Estadio Morera Soto, su combinado logró clasificarse al torneo continental.

#### Participaciones internacionales
| Evento                      | Sede          | Resultado        | Partidos | Goles |
| --------------------------- | ------------- | ---------------- | -------- | ----- |
| Copa Mundial Sub-20 de 2017 | Corea del Sur | Octavos de final | 2        | 0     |

### Selección absoluta
El 23 de enero de 2020, el jugador fue convocado por primera vez a la Selección de Costa Rica dirigida por Ronald González, para enfrentar un amistoso en fecha no FIFA. El 1 de febrero se dio el juego frente a Estados Unidos en el Dignity Health Sports Park. Núñez empezó en la suplencia y entró de cambio por Johan Venegas al minuto 78' con la dorsal «13», siendo este su debut en el equipo absoluto. Su país perdió por la mínima 1-0.
El 18 de marzo de 2021, Núñez fue llamado por González para jugar dos fogueos de fecha FIFA en una gira europea. El primer partido se dio el 27 de marzo en el estadio Bilino Polje ante el local Bosnia y Herzegovina, en el que Cristopher quedó en la suplencia y el marcador finalizó empatado sin goles. Tres días después, en el Stadion Wiener Neustadt de Austria, su selección perdió 0-1 contra México mientras que el centrocampista reemplazó a Felicio Brown en los últimos dieciséis minutos.
El 2 de junio de 2023, se oficializó la convocatoria para los partidos amistosos y la competición de la Copa de Oro de la Concacaf 2023, en el que Cristopher estuvo dentro de la convocatoria. El 15 de junio, Costa Rica se enfrentó ante Guatemala en un partido amistoso, Núñez fue alineado como titular, portando el dorsal diez, en el que tuvo participación durante 64 minutos por la derrota 1-0. Cinco días después, Núñez se enfrentó ante Ecuador en el que disputó 45 minutos del primer tiempo, siendo sustituido al inicio del segundo tiempo, el encuentro finalizó con la derrota 3-1. El 26 de junio, Núñez debutó en la competición de la Copa Oro, enfrentándose ante Panamá, Cristopher ingresó al minuto 72 por la derrota 1-2. Cuatro días después, Núñez se enfrentó ante El Salvador, disputando 73 minutos por el empate 0-0. El 4 de julio, Núñez se enfrentó ante Martinica, en el que tuvo participación durante 75 minutos, por la victoria 6-4, logrando clasificar a octavos de final en la segunda posición de la fase de grupos. Cuatro días después, Cristopher se enfrentó ante México en el que disputó 83 minutos por la derrota 2-0, siendo eliminados de la competición.
El 30 de agosto de 2023, fue convocado por el director técnico Claudio Vivas en una gira hacia Europa contra los encuentros amistosos ante Arabia Saudita y Emiratos Árabes Unidos. El 8 de septiembre, Cascante se enfrentó ante Arabia Saudita, sumando la totalidad de minutos por la victoria 1-3. Cuatro días después, Núñez se enfrentó ante Emiratos Árabes Unidos donde tuvo su ingreso al minuto 58 por la derrota 1-4.

#### Participaciones internacionales
| Evento                          | Sede                    | Resultado        | Partidos | Goles |
| ------------------------------- | ----------------------- | ---------------- | -------- | ----- |
| Copa de Oro de la Concacaf 2023 | Estados Unidos · Canadá | Fase de grupos   | 4        | 0     |
| Copa de Oro de la Concacaf 2025 | Estados Unidos · Canadá | Cuartos de final | 1        | 0     |

## Estilo de juego
Cristopher Núñez es descrito como un mediocentro creativo con gran visión, capaz de cambiar el curso del juego mediante un pase corto o largo sin un alto grado de esfuerzo. Combina las acciones con sus dos pies y es ofensivo con la posición del balón.

## Estadísticas

### Clubes
Actualizado al último partido jugado el 8 de diciembre de 2024.
| Club                          | Div.          | Temporada     | Liga  | Liga  | Liga   | Copas nacionales | Copas nacionales | Copas nacionales | Copas internacionales | Copas internacionales | Copas internacionales | Total | Total | Total  |
| Club                          | Div.          | Temporada     | Part. | Goles | Asist. | Part.            | Goles            | Asist.           | Part.                 | Goles                 | Asist.                | Part. | Goles | Asist. |
| ----------------------------- | ------------- | ------------- | ----- | ----- | ------ | ---------------- | ---------------- | ---------------- | --------------------- | --------------------- | --------------------- | ----- | ----- | ------ |
| C. S. Cartaginés · Costa Rica |               |               |       |       |        |                  |                  |                  |                       |                       |                       |       |       |        |
| 1.ª                           | 2016-17       | 11            | 0     | 0     | —      | —                | —                | —                | —                     | —                     | 11                    | 0     | 0     |        |
| 1.ª                           | 2017-18       | 14            | 0     | 0     | —      | —                | —                | —                | —                     | —                     | 14                    | 0     | 0     |        |
| 1.ª                           | 2018-19       | 31            | 6     | 2     | —      | —                | —                | —                | —                     | —                     | 31                    | 6     | 2     |        |
| 1.ª                           | 2019-20       | 38            | 4     | 1     | —      | —                | —                | —                | —                     | —                     | 38                    | 4     | 1     |        |
| 1.ª                           | 2020-21       | 36            | 6     | 7     | —      | —                | —                | —                | —                     | —                     | 36                    | 6     | 7     |        |
| Total club                    | Total club    | 130           | 16    | 10    | 0      | 0                | 0                | 0                | 0                     | 0                     | 130                   | 16    | 10    |        |
| PAS Lamia 1964 · Grecia       |               |               |       |       |        |                  |                  |                  |                       |                       |                       |       |       |        |
| 1.ª                           | 2021-22       | 31            | 1     | 2     | 6      | 0                | 0                | —                | —                     | —                     | 37                    | 1     | 2     |        |
| 1.ª                           | 2022-23       | 29            | 3     | 0     | 4      | 0                | 1                | —                | —                     | —                     | 33                    | 3     | 1     |        |
| 1.ª                           | 2023-24       | 32            | 1     | 0     | 1      | 0                | 0                | —                | —                     | —                     | 33                    | 1     | 0     |        |
| 1.ª                           | 2024-25       | 12            | 0     | 0     | 1      | 0                | 0                | —                | —                     | —                     | 13                    | 0     | 0     |        |
| Total club                    | Total club    | 104           | 5     | 2     | 12     | 0                | 1                | 0                | 0                     | 0                     | 116                   | 5     | 3     |        |
| Total carrera                 | Total carrera | Total carrera | 234   | 21    | 12     | 12               | 0                | 1                | 0                     | 0                     | 0                     | 246   | 21    | 13     |
| 1. Fuente:Transfermarkt       |               |               |       |       |        |                  |                  |                  |                       |                       |                       |       |       |        |

### Selección de Costa Rica
Actualizado al último partido jugado el 29 de junio de 2025.
| Selección                                         | Año | Eliminatorias | Eliminatorias | Eliminatorias | Continental | Continental | Continental | Mundial | Mundial | Mundial | Amistosos | Amistosos | Amistosos | Total | Total | Total  |
| Selección                                         | Año | Part.         | Goles         | Asist.        | Part.       | Goles       | Asist.      | Part.   | Goles   | Asist.  | Part.     | Goles     | Asist.    | Part. | Goles | Asist. |
| ------------------------------------------------- | --- | ------------- | ------------- | ------------- | ----------- | ----------- | ----------- | ------- | ------- | ------- | --------- | --------- | --------- | ----- | ----- | ------ |
| Absoluta · Costa Rica                             |     |               |               |               |             |             |             |         |         |         |           |           |           |       |       |        |
| 2020                                              | —   | —             | —             | —             | —           | —           | —           | —       | —       | 2       | 0         | 0         | 2         | 0     | 0     |        |
| 2021                                              | —   | —             | —             | —             | —           | —           | —           | —       | —       | 1       | 0         | 0         | 1         | 0     | 0     |        |
| 2023                                              | —   | —             | —             | 4             | 0           | 0           | —           | —       | —       | 4       | 0         | 0         | 8         | 0     | 0     |        |
| 2025                                              | 1   | 0             | 0             | 1             | 0           | 0           | —           | —       | —       | 0       | 0         | 0         | 2         | 0     | 0     |        |
| Total                                             | 1   | 0             | 0             | 5             | 0           | 0           | 0           | 0       | 0       | 7       | 0         | 0         | 13        | 0     | 0     |        |
| 1. Fuente:Transfermarkt / National Football Teams |     |               |               |               |             |             |             |         |         |         |           |           |           |       |       |        |

## Palmarés

### Distinciones individuales
| Distinción                                               | Año  |
| -------------------------------------------------------- | ---- |
| Mejor jugador de la temporada 2021-22 del PAS Lamia 1964 | 2022 |
| Mejor jugador de la temporada 2022-23 del PAS Lamia 1964 | 2023 |